# Ketapang Indah
Ketapang Indah is een bestuurslaag in het regentschap Aceh Singkil van de provincie Atjeh, Indonesië. Ketapang Indah telt 1854 inwoners (volkstelling 2010).